# La leggenda dei 5 Antenati
La leggenda dei 5 antenati è un mito delle arti marziali cinesi, particolarmente diffuso nella Cina meridionale, che ha storicamente svolto un ruolo importante nelle leggende fondative delle società segrete della nazione, come le Triadi e la Tiandihui.

## La storia
L'alone leggendario dello Shaolinquan poggia anche sull'incredibile produzione della letteratura cinese di cappa e spada (Wuxia). Leggende come quella dei 5 monaci sopravvissuti alla distruzione del Tempio Shaolin del sud sono sprovvisti di realtà storica. Tuttavia questa leggenda proviene dalle credenze su cui si fondano alcune società segrete come la Tiandihui (天地会), che infatti possiede il mito di essere stata fondata da 5 antenati sopravvissuti alla distruzione del Tempio Shaolin. Il Tempio Shaolin diventa il simbolo della resistenza contro i dominanti stranieri. Anche le informazioni a proposito del Tempio del Fujian provengono da una tradizione orale diffusa nelle Scuole di Pugilato del Sud, essa stessa ispirata dalle leggende di fondazione delle Società Segrete.
Secondo questa tradizione, il Monastero Shaolin del Fujian sarebbe stato raso al suolo sotto il regno di Kangxi, Yongzheng o ancora Qianlong. I cinque monaci che sarebbero sopravvissuti al massacro sono riveriti come “Cinque Antenati” (Wu Zu, 五祖) e le logge e le Scuole di Pugilato, rappresentano probabilmente i “5 re” (Wuwang 五王), eredi legittimi della dinastia Ming.
Per sottolineare ulteriormente questo legame con la dinastia Ming, i praticanti di Hongjiaquan fanno risalire il nome del proprio stile all'Hong (洪) dell'imperatore Hongwu (洪武), nome dinastico del fondatore della dinastia Ming, che in giovane età fu molto legato al Buddismo.
Un dialogo preso dal rito di iniziazione della Tiandihui recita così:
-Dove hai appreso l'arte militare?
-Al monastero Shaolin;
-Di che arte si tratta?
-Del Pugilato Hong. 
Per la Tiandihui e la Hongmen i Cinque Antenati erano: Cai Dezhong (蔡德忠,Choi Tak-Chung); Fang Dahong (方大洪, Fong Tai-Hung); Ma Chaoxing (馬超興, Ma Chiu-Hing); Hu Dedi (胡德帝, Wu Tak-Tai); Li Shikai (李式開, Lee Sik-Hoi).
La tradizione delle Società Segrete situano il Tempio del Fujian sui monti Jiulianshan del distretto di Putianxian in Fujian, oppure nel distretto Panlong di queste stesse montagne, ma anche addirittura al Nord nella provincia di Shandong. Il solo riferimento a questo tempio in un documento storico è negli  Annali Storici di Quanzhou (Quanzhou fuzhi) che localizzano in Tempio Shaolin del Fujian nell'area di Quanzhou stessa. Essi narrano di un eremo edificato durante il periodo della dinastia Tang, due volte incendiato, sotto la dinastia Song e sotto la dinastia Yuan, poi ricostruito ed ingrandito durante la dinastia Ming. Non vi è però nessun riferimento ad attività marziali svoltesi in questo tempio.
Nel sud della Cina molte Scuole rivendicano una provenienza dal Tempio Shaolin del Sud: abbiamo già citato l'Hongjiaquan, poi ci sono Caijiaquan, Lijiaquan, Mojiaquan, lo Yongchunquan, il Fojiaquan, il Nanzhiquan, ecc.
In particolare sono legati alla leggenda dei 5 antenati i cinque pugilati più importanti del Guangdong (Guangdong wu daming quan) nel modo che segue: Hong Xiguan (洪熙官) considerato fondatore dell'Hongjiaquan; Liu Sanyan (劉三眼, Lau Sam-Ngan) considerato il fondatore del Liujiaquan; Cai Jiuyi (蔡九儀, Choi Kau-Yee) considerato fondatore del Caijiaquan; Li Youshan (李友山, Lee Yau-San) considerato il fondatore del Lijiaquan; Mo Qingjiao (莫清矯, Mok Ching-Kiu) considerato il fondatore del Mojiaquan.
Un'altra tradizione vuole che i 5 Antenati fossero i seguenti: Zhishan Chanshi (至善禪師, Jee Sim); Wumei Dashi (五梅大師); Baimei Daoren (白眉道人); Feng Daode (馮道德, Fung To-Tak); Miao Xian (苗顯, Miu Hin).
Tutte queste leggende si rifanno ad una presunta distruzione di un monastero Shaolin e rivelano una matrice comune con i miti di fondazione delle società segrete del sud della Cina e attingono più che a fatti storici documentabili che a romanzi del genere Wuxia.